# 海洋菊珊瑚
海洋菊珊瑚（学名：Favia maritima）为菊珊瑚科菊珊瑚屬下的一个种。